# Ă
Ă, o A breve, es una letra latina utilizada en los alfabetos del rumano y vietnamita. Consiste en la letra A diacrita con un breve.

## Uso
En idioma rumano la  ⟨ă⟩ representa una vocal media central, como la ə (schwa).
En vietnamita,  ⟨ă⟩ es una /a/ corta, el breve indica precisamente su brevedad. Puesto que el vietnamita es una lengua tonal, para poder marcar los seis tonos posibles esta letra puede ir sola o sumar alguno de los cinco superíndices o subíndice: Ằ ằ, Ắ ắ, Ẳ ẳ, Ẵ ẵ o con el punto suscrito: Ặ ặ.
Algunos métodos de transliteración del búlgaro (por ejemplo, ISO 9) utilizan ⟨ă⟩ para representar la letra ⟨ъ⟩ cirílica‹ que forma la vocal ə.

## Representaciones informáticas
La A breve se puede representar con los siguientes caracteres Unicode.
| Carácter      | Ă                                 | Ă                                 | ă                               | ă                               |
| ------------- | --------------------------------- | --------------------------------- | ------------------------------- | ------------------------------- |
| Unicode       | LATIN CAPITAL LETTER A WITH BREVE | LATIN CAPITAL LETTER A WITH BREVE | LATIN SMALL LETTER A WITH BREVE | LATIN SMALL LETTER A WITH BREVE |
| Codificación  | decimal                           | hex                               | decimal                         | hex                             |
| Unicode       | 258                               | U+0102                            | 259                             | U+0103                          |
| UTF-8         | 196 130                           | C4 82                             | 196 131                         | C4 83                           |
| Ref. numérica | &#258;                            | &#x102;                           | &#259;                          | &#x103;                         |

También se puede representar en codificaciones antiguas:
- ISO / IEC 8859 - 2, 16 :
  - mayúscula Ă: C3
  - minúscula ă: E3